# Масове вбивство полонених в Оленівці
Масове вбивство полонених в Оленівці — терористичний акт, заздалегідь спланований і здійснений російськими військами вночі проти 29 липня 2022 року в селищі Молодіжному Оленівської селищної ради проти українських військовополонених — захисників «Азовсталі» в Маріуполі. Від вибухів на території колишньої Волноваської виправної колонії № 120, де утримували українських захисників, загинуло щонайменше 53 полонених, понад 130 було поранено. Всього за даними росіян в бараці було 193 людини.
З серпня 2014 установа перебуває в тимчасовій окупації та не працює. З 24 лютого 2022 року Збройні сили РФ на її базі створили фільтраційну тюрму.
Попередньо справу кваліфікують за ч. 2 статті 438 ККУ — порушення законів та звичаїв війни.

## Попередні події
16 травня 2022 року після падіння останнього оплоту оборони українських військ у Маріуполі — заводу «Азовсталь» — 211 його захисників, які здалися в полон російським окупантам, було доставлено до цієї в'язниці. Вихід з Азовсталі відбувався до 20 травня 2022 року, більшість захисників були направлені до Оленівки. Російські окупанти оголосили нібито про підготовку трибуналу, українська влада заявляла про домовленості з російською стороною, згідно з якими військових планували відправити додому через «процедуру обміну».
24-26 липня Робочі бригади українських військовополонених (не з полку «Азов») спішно підготували ангар у промисловій зоні для розміщення військовополонених.
26 липня відбулось прибуття нової зміни охорони Федеральної служби виконання покарань (ФСВП). 27 липня вранці Близько 200 військовополонених (усі з полку «Азов») отримали наказ перебратися в новий барак. Цього ж дня робочим бригадам військовополонених було наказано вирити й укріпити окоп для охорони приблизно за 70 метрів від нового барака.
28 липня 22:00 військовополоненим у новому бараку (на той момент їх було 193) дали команду «відбій».

## Перебіг подій
За даними ГУ розвідки МО України, вибух у бараці на території Волноваської виправної колонії № 120 стався між 22:00 28 липня і 01:00 29 липня 2022 року. 
29 липня після 04:00 Понад 70 тяжкопоранених військовополонених доправили вантажівками до лікарень Донецька; деякі з них померли під час і після евакуації, що збільшило загальну кількість загиблих у наслідок атаки до щонайменше 50 осіб.
Вранці 29 липня російський пропагандистський сайт «РІА Новості» повідомив, що «під час обстрілу» колонії загинуло 53 українських військовополонених, яких утримували на території закладу. За кілька днів до атаки бійців полку «Азов» перевели саме у ті бараки, які опинилися в епіцентрі вибухів, а самі розвідники зафіксували артилерійські удари в напрямку селища.
ГШ ЗСУ повідомив про російський обстріл у районі колонії і що знищення українських захинисків росіянами могли мати на меті звинувачення у злочині Україну та приховування тортур над військовополоненими. В міноборони РФ заявили, що по СІЗО було «завдано удару» з американської системи M142 HIMARS і навіть було показано якісь уламки. Походження уламків ракети M142 HIMARS з репортажу російської аґенції «РІА новості» невідоме, його могли привезти з іншого місця удару, а доказів, що ці фрагменти було вилучено в Оленівці, не надано. Інститут вивчення війни повідомив, що продемонстровані в російських ЗМІ наслідки пожежі не відповідають результатові удару HIMARS. Видання «Українська правда» з посиланням на власні джерела у розвідці повідомило, що в напрямку Оленівки було зафіксовано російські артилерійські удари.
18 вересня 2022 року зранку знову колонію повторно обстріляли, загинув ще один український полонений.
11 жовтня 2022 року Україна змогла повернути тіла 62 військових, серед них — загиблі під час масової страти в Оленівці. Однак Точну кількість жертв цього злочину та список загиблих можна буде визначити лише після ідентифікації.

## Розслідування

### 2022
ГУР повідомило, що виконавцями теракту є ПВК Вагнера (нині — ПВК «Ліга»), яке діяло за наказом Євгена Пригожина, проте вбивства не були погоджені в російському міністерстві оборони. Російські війська від початку не мали наміру обмінювати полонених українських військових, а натомість піддавали їх тортурам. У катуванні брали участь бойовики терористичного угрупування «ДНР», найманці ПВК «Вагнер», ФСБ РФ. Тож вибух, який стався в Оленівці 29 липня, був способом приховати неналежні умови та злочинні форми допиту.
СБУ оприлюднила перехоплену розмову бойовиків ДНР, у якій йшлося, що росіяни розмістили реактивні системи залпового вогню БМ-21 «Град» поблизу місця розташування колонії, звідки здійснювали обстріл позицій українських сил, проте не отримали вогню у відповідь; крім того, бойовики висловили припущення, що вибух барака могли влаштувати зсередини будівлі, про що свідчить характер руйнувань.
За даними радіоперехоплень у СБУ (їх долучено як докази до вже відкритого кримінального провадження за 438 статтею Кримінального кодексу — порушення законів та звичаїв війни), з розмов бойовиків випливає, що окупанти могли влаштувати трагедію за допомогою вибухівки, яку вони розмістили у приміщенні колонії. Зокрема, жоден з очевидців не чув, як до виправної установи підлітає ракета. Не було характерного свисту, а вибухи відбувалися самі собою.
Перехоплені розмови підтверджують, що рашисти розмістили свої установки БМ-21 «Град» неподалік виправної установи і почали стріляти з них по території, підконтрольній Україні. Втім жодних обстрілів у відповідь не було — це підтверджують самі проросійські бойовики.
Наявні у мережі відео засвідчують, що в окремих приміщеннях колонії повністю вціліли вікна. Це підтверджує, що епіцентр вибуху був усередині знищеної будівлі, а її стіни «погасили» вибухові хвилі та «вберегли» сусідні приміщення. Попередній аналіз відео також засвідчує, що такі сліди від вибуху на стінах найімовірніше могли залишитися саме через «внутрішнє джерело» вибуху.
Радник голови Офісу Президента України Олексій Арестович представив ще один сценарій подій в Оленівці: на основі аналізу фахівців-піротехніків російського відео з Оленівки зроблено висновок, що картина більше подібна на підрив речовини з високою температурою горіння всередині самої будівлі, ніж на обстріл, і що за характером горіння тіл ув'язнені були мертвими ще до вибуху.
31 липня 2022 року компанія Maxar оприлюднила супутникові фото в'язниці за 27 липня (до вибуху) і 30 липня (після). На фото видно, що внаслідок вибуху пошкоджена лише одна будівля — та, в якій перебували українські полонені. Усі решта приміщень — цілі та без явних слідів ушкоджень.
1 серпня генпрокурор України Андрій Костін заявив, що приміщення колонії було знищено не ракетами, а іншою зброєю. За висновками, оприлюдненими Андрієм Костіним, способом вбивства була термобарична зброя. Пошкодження будівлі та жертви від пожежі, а також відсутність кратера від удару та відсутність пошкоджень від вибуху це підтверджують. В.о. командира «Азову» майор Микита Надточій теж одразу після теракту заявив, що російські окупанти для вбивства українських військовополонених могли використати реактивні піхотні вогнемети «Шмєль». Вони вмить випалюють кисень, за лічені секунди згорає людина. Це у одному з інтерв'ю також підтвердив голова Служби безпеки України Василь Малюк.
Італійський військовий експерт Томас Тейнер із цього приводу зробив висновок, що "ймовірно, росіяни замкнули двері, вистрілили всередину через вікна термобаричними боєприпасами РПО-А «Джміль» або МРО-А, а потім чекали, поки всі загинуть. Обидві зброї перебувають на озброєнні «ДНР» з 2014 року.
Під час візиту до Львова 18 серпня Генеральний секретар ООН Антоніу Гутерреш оголосив про створення місії з розслідування на чолі з бразильським генералом Карлосом дос Сантос Крусом.
22 серпня 2022 року на офіційному сайті Генсека ООН було опубліковано реліз із складом місії. Генеральний секретар Антоніу Гутерриш призначив генерал-лейтенанта (у відставці) Карлоса Альберто душ Сантуша Круза з Бразилії очолити Місію з встановлення фактів, іншими членами якої є Інгібйорг Солрун Гісладоттір з Ісландії та Іссуфу Якуба з Нігеру.
5 січня 2023 року Генсек ООН Антоніу Гутерреш розпустив дану місію начебто через брак необхідних умов для її роботи, зокрема, начебто, недопуск до місця злочину. 8 січня Уповноважений ВРУ з прав людини Дмитро Лубінець заявив, що місію ООН розпустили без жодних пояснень і без аналізу дій рф. Українська сторона публічно заявляла про готовність співпрацювати й створити всі можливі умови. Але з боку ООН не було засудження Росії, яка зробила все, щоб не допустити туди цю міжнародну місію до місця злочину.
11 жовтня 2022 року під час чергового обміну полеглих в Україну було передано 62 тіла, 57 з них були зазначені, як тіла загиблих в Оленівці. Відтоді триває процес ідентифікації. Точні цифри встановлених осіб відомі лише слідчим.

### 2023—2025
24 березня була оприлюднена доповідь Матільди Богнер, параграфи 72-76 якої були присвячені трагедії в Оленівці.
26 липня «Медійна ініціатива за права людини» опублікувала результати розслідування, журналісти дослідили, як сталася трагедія, що відбувалося під час пожежі, скільки людей було переведено до ангара промзони, чому багатьох не вдалося врятувати та хто винен. Було встановлено, що в ангарі перебувало 193 військовополонених (всі з них виходили з Азовсталі в полон за наказом вищого керівництва України). Виявилося, що списки загиблих та поранених на сайті МО рф, не були точними. Розслідування ґрунтувалося на опитуваннях свідків, які перебували в ангарі на момент трагедії.
28 липня заступник начальника Департаменту протидії злочинам ОГП Тарас Семків пояснив, що під докази для розслідування збирали з відкритих джерел та за матеріалами розвідки, адже доступу до місця злочину українські слідчі не мають. Станом на цей час у справі було призначено 57 судмедекспертиз щодо встановлення причин смерті загиблих. У справі опитали 13 звільнених військовополонених.
28 липня СБУ та ГПУ повідомили про підозру ексначальнику колонії Сергію Євсюкову.
1 вересня у Координаційному штабі з питань поводження з військовополоненими відбулася зустріч із Незалежною міжнародною комісією ООН з розслідування порушень під час вйіни в Україні. До ООН було передано дослідження, яке провели Регіональний центр прав людини, Українська Гельсінська спілка з прав людини, Медійна ініціатива за права людина та ГО «Спільнота родин Оленівки».
4 жовтня Офіс Верховного комісара ООН з прав людини опублікував піврічний звіт про права людини в Україні, в якому вказав на тортури, яким російські військові піддають військовополонених українців, і відзначив, що вибухи в Оленівці «не є характерними для HIMARS». У звіті йдеться про точку удару всередині західної стіни та дві можливі точки проникнення через дах. Точний тип зброї та місце її походження визначити не вдалося, пошкодження вказували на те, що наведений боєприпас рухався траєкторією зі сходу на захід.
У липні 2023-го онлайн-журнал Свої до річні теракту створив спецпроєкт з історіями загиблих в Оленівці.
В червні 2025 року ООН підтвердила, що теракт в Оленівці був спланованим злочином РФ.

### Список загиблих
За даними російського міністерства оборони, серед убитих в Оленівці були:
1. Аганін Микола Володимирович, нар. 18 травня 1961 (61 рік)
2. Артьоменко Станіслав Олександрович (в іншому варіанті — Артеменко), нар. 13 квітня 1997 (25 років)
3. Бабенко Олександр Володимирович, нар. 23 червня 2001 (21 рік)
4. Бабіч Микола Миколайович (в іншому варіанті — Бабич), нар. 12 серпня 1991 (30 років)
5. Баіс Ярослав Фарідович (в іншому варіанті — Байс), нар. 8 серпня 1995 (26 років)
6. Барановський Микола Володимирович, нар. 27 березня 1995 (27 років)
7. Барнінець Григорій Володимирович, нар. 23 січня 1987 (35 років)
8. Бартош Єгор Тимофійович, нар. 22 липня 1989 (33 роки)
9. Білий Владислав Сергійович, нар. 5 серпня 1993 (28 років)
10. Боздуган Андрій Юрійович, нар. 22 вересня 1994 (27 років)
11. Букарьов Дмитро Євгенович (в іншому варіанті — Букарєв), нар. 19 квітня 1971 (51 рік)
12. Власішин Володимир Русланович (в іншому варіанті — Власишин), нар. 13 червня 1993 (29 років)
13. Волков Владислав Олександрович, нар. 19 квітня 1995 (27 років)
14. Гамаюнов Ігор Іванович, нар. 20 червня 1992 (30 років)
15. Гвоздинський Володимир Миколайович, нар. 3 жовтня 1998 (23 роки)
16. Горбатий Євгеній Сергійович, нар. 10 червня 1993 (29 років)
17. Гринько Олександр Іванович, нар. 23 листопада 1982 (39 років)
18. Гришкевич Богдан Євгенович, нар. 6 липня 1993 (29 років)
19. Гук Петро Богданович, нар. 9 липня 1973 (49 років)
20. Денисов Анатолій Вікторович, нар. 20 липня 1975 (47 років)
21. Зінчук Віталій Олександрович, нар. 19 листопада 1996 (25 років)
22. Зусін Сергій Михайлович, нар. 30 січня 1981 (41 рік)
23. Іванюшенко Дмитро Володимирович, нар. 18 червня 1988 (34 роки)
24. Істратов Костянтин Анатолійович, нар. 25 квітня 1988 (34 роки)
25. Карась Микола Олександрович, нар. 13 грудня 1985 (36 років)
26. Карнович Сергій Анатолійович, нар. 12 квітня 1960 (62 роки)
27. Кісілішин Олексій Олександрович, нар. 25 липня 1996 (26 років)
28. Коняєв Андрій Леонідович, нар. 10 жовтня 1992 (29 років)
29. Круковський Дмитро Олександрович, нар. 20 травня 1984 (38 років)
30. Литвин Віталій Анатолійович, нар. 5 червня 1998 (24 роки)
31. Лобов Олег Валерійович, нар. 9 липня 1991 (31 рік)
32. Марченко Дмитро Олексійович, нар. 11 травня 2001 (21 рік)
33. Новіков Олексій Дмитрович, нар. 26 квітня 1996 (26 років)
34. Павличенко Сергій Миколайович, нар. 3 вересня 1987 (34 роки)
35. Парфьонов Денис Анатолійович, нар. 4 травня 1995 (27 років)
36. Пашнюк-Пашнев Євген Сергійович, нар. 3 березня 1993 (29 років)
37. Пелехатий Микола Васильович, нар. 20 жовтня 1960 (61 рік)
38. Петренко Сергій Сергійович, нар. 27 серпня 1996 (25 років)
39. Прокопенко Ігор Ігорович, нар. 10 вересня 2000 (21 рік)
40. Раковський Сергій Валерійович, нар. 17 липня 1986 (36 років)[46]
41. Сердешний Артем Миколайович (в інших варіантах — Сердечний, Сердцевий) нар. 24 липня 2001 (21 рік)
42. Тищенко Дмитро Павлович, нар. 17 вересня 2002 (19 років)
43. Хаванських Сергій Ігорович, нар. 11 вересня 1984 (37 років)
44. Холодняк Ігор Анатолійович, нар. 8 грудня 1975 (46 років)
45. Хомовський Богдан Юрійович, нар. 26 березня 1996 (26 років)
46. Цечоєв Олександр Магометович, нар. 10 квітня 1993 (29 років)
47. Шевельов Віктор Миколайович, нар. 16 вересня 1966 (55 років)
48. Шеломієнко Владислав Юрійович, нар. 5 травня 1960 (62 роки)

За даними українських органів місцевого самоврядування, серед загиблих також:
1. Геріх Владислав Станіславович, нар. 19 серпня 1997 (24 роки)[47]
2. Дмитрук Олексій В'ячеславович, нар. 7 квітня 1991 (31 рік)[48]

### Вшанування пам'яті
30 липня 2022 року родини військовополонених вийшли на протест на Софійську площу в Києві із закликами до міжнародної спільноти визнати Росію державою-спонсором тероризму і домогтися обміну полонених. Зокрема, дружина командира полку «Азов» Катерина Прокопенко наголосила, що коли захисники «Азовсталі» склали зброю та були взяті у полон, ООН та Міжнародний комітет ЧХ запевняли, що їхньому життю нічого не загрожуватиме.
Водночас Уповноважений ВРУ з прав людини Дмитро Лубінець запросив Червоний Хрест допомогти потрапити на місце злочину в Оленівку.

## Реакції
ЗСУ, СБУ, ГУР МО та Уповноважений ВРУ з прав людини Дмитро Лубінець у спільній заяві звернулися до ООН і МКЧХ з вимогою негайної реакції на злочин, стверджуючи, що ці організації виступили гарантами життя та здоров'я українських військових, які в травні вийшли з оточеного росіянами заводу «Азовсталь». Президент України Володимир Зеленський зазначив, що знищення військовополонених стали черговим доказом того, що Росія є державою — спонсором тероризму.
29 липня 2022 року начальник ГУР МО України Кирило Буданов наголосив:
|  | «З метою з'ясування реальних обставин теракту та недопущення повторення подібного в майбутньому, закликаю всі міжнародні інституції висловити жорстку позицію щодо подій в Оленівці. Міжнародний рух Червоного хреста і Червоного Півмісяця, який є одним з гарантів безпеки та належного утримання українських військовополонених, має дати належну оцінку подіям та докласти зусиль для з'ясування реальних обставин та причин вбивства українських Захисників. Україна вимагає негайного допуску представників України на місце подій для вивчення ситуації та контролю умов утримання полонених українських оборонців. Також наголошую на необхідності проведення детального моніторингу умов утримання українських полонених та гарантування збереження їхнього життя та здоров'я». |

МКЧХ заявив, що перебуває на зв'язку з родинами загиблих і постраждалих, а також запропонував допомогу в евакуації поранених, медичного обладнання та матеріалів для судово-медичних експертиз, зауваживши, що представники Комітету мали доступ до деяких полонених, проте не всіх. «Червоний Хрест» одразу подав запит на доступ до Оленівки та військовополонених, пропонуючи медичну допомогу пораненим, підтримку в евакуації важкопоранених до найближчих медичних закладів і в наданні ресурсів для ідентифікації загиблих. Попри те, що надання МКЧХ доступу до військовополонених є обов'язком сторін конфлікту відповідно до Женевських конвенцій, російські окупанти цей запит відхилили.
3 серпня 2022 року МКЧХ заявив, що Комітет не давав гарантій безпеки полоненим, оскільки не мав можливості надавати такі обіцянки; Червоний Хрест лише забезпечував вихід українських бійців з «Азовсталі» та реєстрацію їхніх даних, доступу до самих полонених в оленівській колонії представники Червоного Хреста теж не мали. Крім того «Червоний Хрест», як нейтральний посередник, сприяв безпечному виходу воїнів із заводу «Азовсталь» у координації зі сторонами конфлікту, але не надавав жодних гарантій безпеки полонених, оскільки це «не в його силах».
В ООН заявили, що вбивства і тортури військовополонених є військовим злочином та оголосили про готовність направити групу експертів, здатних провести належне розслідування за умови згоди на це всіх сторін російсько-української війни.
Високий представник ЄС з питань закордонних справ і політики безпеки Жозеп Боррель виступив з осудом масового вбивства в Оленівці, зазначивши, що вбивство військовополонених є порушенням Женевської конвенції, та поклав відповідальність за загибель військовополонених на Росію.
Посол США в Україні Бріджит Брінк назвала знищення з військовополонених в Оленівці неприпустимим.
Засновник полку «Азов» Андрій Білецький заявив, що внаслідок удару по колонії загинула частина полонених «азовців» та оголосив полювання на кожного причетного до масового вбивства.
Президент Франції Емманюель Макрон звинуватив у вбивстві українських військовополонених російські війська і повідомив, що Франція направила до Оленівки групу судово-медичних експертів та мобільну лабораторію для аналізу ДНК. Макрон назвав подію «бійнею, вчиненою російськими збройними силами».
18 серпня 2022 року після зустрічі Володимира Зеленського з президентом Туреччини Реджепом Ердоганом та генсеком ООН Антоніу Гутеррешем було обговорено подальше розслідування трагедії, що відбулась.
|  | Я прийняв рішення щодо проведення місії для виявлення та встановлення фактів (трагедії в Оленівці). Умови проведення цієї місії були доведені Україні та Росії. Крім умов було відзначено і склад тієї групи, яка буде залучена до реалізації розслідування. Я маю на меті призначити на чолі групи генерала Карлоса дос Сантоса Круса з Бразилії, — Антоніу Гутерреш. |

9 вересня 2022 року Уповноважений ВРУ з прав людини Дмитро Лубінець заявив, що Місія зі встановлення фактів щодо інциденту в Оленівці 29 липня 2022 року не відповідає принципам нейтральності.
Альберто дос Сантос Круз активно підтримував діючого крайно-правого президента Бразилії як в його передвиборчій кампанії, так і після обрання. Варто нагадати, що сам Жаір Болсонару провів зустріч із Путіним в Москві 16 лютого 2022 року, де висловив «солідарність» з Росією, без уточнень обставин. А вже за кілька днів «призупинив» повноваження свого віце-президента Гамільтона Мурао за порівняння російської агресії з актами вторгнення Гітлера у 1930-х роках в Європі. Болсонару сказав, що «він єдиний, хто говорить на цю тему», не засудивши жодного разу російські агресивні дії відносно України він повідомив, «що ми хочемо миру».
Ще однією учасницею місії є ексдиректорка БДІПЛ ОБСЄ пані Інгібйорг Сольрун Ґісладоттір з Ісландії. Постійне представництво України при міжнародних організаціях у Відні неодноразово зверталися до пані директорки із проханням відреагувати на системні порушення прав людини на тимчасово окупованих територіях Кримського півострову та Донбасу, а також здійснювати постійний моніторинг. Звертали увагу на показове ігнорування питання російської агресії в щорічних доповідях пані Інгібйорг Сольрун Ґісладоттір і Місія США при ОБСЄ. Проте, найвиразнішим є заява Ґісладоттір де вона засуджує рішення українського Парламенту у 2019 році за обмеження можливості російськім спостерігачам входити до складу моніторингових місій за виборами напередодні президентських перегонів, а також зазначила, що «спостерігачі від Росії представляють не цю країну, а ОБСЄ».
Менше інформації про третього учасника місії пана Іссуфу Якуба з Нігеру, який має досвід у поліцейських місіях ООН, зокрема в Малі. І хоч сам Іссуф Якуб мало висловлювався публічно, варто зазначити, що Російська Федерація мала високий вплив та інтерес до Малі. Щодо ситуації в Малі було багато заяв західних країн про поширення практики залучення ЧВК «Вагнера» та посилення російського впливу, що в результаті призвело до виведення французького контингенту з країни і завершення місії — зазначено в повідомленні на офіційній фейсбук сторінці Уповноваженого ВРУ з прав людини Дмитра Лубінця.
27 липня 2023 року в ООН визнали, що вибух «не був спричинений ракетою HIMARS». «Хоча точні обставини інциденту в ніч з 28 на 29 липня 2022 року залишаються нез'ясованими, доступна інформація та наш аналіз дозволяють зробити висновок, що він не був спричинений ракетою HIMARS»
Свіжий звіт ООН від 4 жовтня 2023 року щодо російського теракту в колонії біля Оленівки свідчить, що навіть одна ракета HIMARS спричинила б серйозніші руйнування, а також, що боєприпас, який прилетів у будівлю, рухався зі сходу на захід. Вибух здійснений у ніч з 28 на 29 липня 2022 року в тюрмі Оленівки, де російські загарбники утримували українських військовополонених, не був спричинений HIMARS ракетою.
9 грудня 2024 року інтернет-сайт Цензор. НЕТ з посиланням на російський ресурс РИА-Новости повідомив, що 9 грудня 2024 року у тимчасово окупованому РФ Донецьку підірвано позашляховик Toyota Land Cruiser, постраждали дві особи, одна з котрих загинула. Телеграм-канал «Mash» пише, що загиблий — Сергій Євсюков, начальник Оленівської колонії.

## Вшанування пам'яті
- У липні-вересні 2023 року петиція № 22/198728-еп щодо започаткування дня скорботи та вшанування пам'яті захисників, що загинули внаслідок теракту, набрала 25 тисяч голосів, але не була розглянута президентом[76][77].
- 24 жовтня 2023 року у Верховній Раді України зареєстровано (під № 10188) проєкт постанови про вшанування пам'яті Захисників та Захисниць України, учасників добровольчих формувань та цивільних осіб, які були страчені, закатовані або загинули у полоні[78]. Лише 22 липня 2025 року цей проект було розглянуто Комітетом ВРУ з питань гуманітарної та інформаційної політики і того ж дня — прийнято Верховною Радою України як Постанова «Про встановлення Дня вшанування пам’яті Захисників та Захисниць України, учасників добровольчих формувань та цивільних осіб, які були страчені, закатовані або загинули у полоні» від 22 липня 2025 року № 4558-IX[79].

## Громадська організація «Спільнота Оленівки»
Спільнота Оленівки — це громадська організація, що об'єднує родини загиблих і постраждалих внаслідок теракту. Спільнота почала формуватися на початку 2023 року, коли стало відомо про розпуск розслідувальної місії ООН. Голова ГО — Анна Лобова, дружина пораненого в теракті захисника.
Організація ставить за мету донесення до спільноти інформацію про трагедію в Оленівці, працює над створенням нової місії ООН для розслідування, проводить пошук «третьої» країни для репатріації тих, хто вижив, а саме понад 100 тяжкопоранених військових, а також вимагає встановлення дня пам'яті трагедії.
У вересні 2023 року представниці ГО Ксенія Прокопенко і Олександра Мазур з представниками Координаційного штабу з питань поводження військовополоненими відвідали офіси ООН та МКЧХ у Женеві. В лютому 2024 року за сприяння МІПЛ відбулася робоча поїздка у Відень, де ГО представляла Марія Алексєєвич.